# Слизняк великий чорний

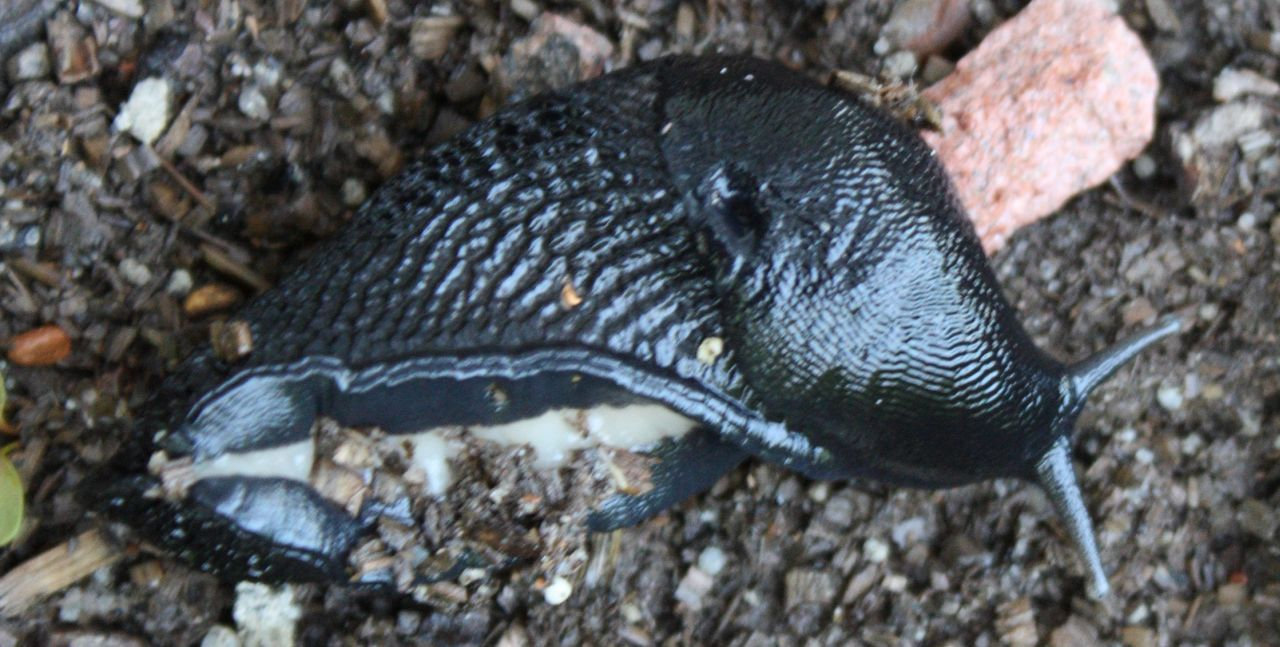
Біла смуга під ногою слизняка

Слизняк великий чорний — (Limax cinereoniger Wolf, 1803) — вид наземних молюсків класу Черевоногих (Gastropoda) підкласу легеневих (Pulmonata) родини великих слизняків (Limacidae).

## Опис
Довжина тіла в русі до 150–200 мм. Найхарактернішим і найстабільнішим елементом забарвлення у дорослих і молодих особин старшого віку є двобарвна підошва. Її центральна смуга завжди залишається світлою, а бічні смуги з віком набувають інтенсивно сірого кольору (у молодих особин підошва однобарвна і світла). Темний пігмент, як правило, наявний на бічних смугах підошви навіть у тварин з повністю білою спиною і мантією. Мантія однобарвна, без малюнка, максимум — з вузькими світлими краями або з маленькими світлими плямками або штрихами по краях. Загальний фон верхньої частини тіла коливається переважно від білого до темно-сірого і чорного (у молодих молюсків, бокові смуги підошви яких світлі або лише починають темнішати, верхня частина тіла може бути кремовою, коричнюватою, часом з легким сіруватим відтінком). У темніших особин чітко помітна вузька світла смуга, яка тягнеться посередині спини (вздовж кіля). Під нею можуть проходити від 1 до 3 пар темних поздовжніх смуг, які можуть перериватися, утворюючи ряди темних плям. Слиз безбарвний. Кіль досить довгий, займає близько 1/2 довжини спини. Характерною анатомічною ознакою цього виду є дуже довгий і звивистий циліндричний пеніс, довжина якого може перевищувати довжину тіла.

## Зауваження до діагностики
Для дорослих особин надійною діагностичною ознакою є контрастна двобарвна підошва. В інших видів центральна смуга підошви може бути трохи світлішою, але ніколи не має такого чіткого контрасту між білою центральною та інтенсивно сірими бічними смугами. Молодших особин з однобарвною підошвою можна відрізнити від молодих Limax maximus або дорослих слизняків роду Lehmannia за однобарвною (або майже однобарвною — див. вище) мантією без темних смуг або плям. Нерідко тіло молюска, яке просвічує крізь однобарвну черепашку, створює ілюзію строкатого (плямистого) забарвлення.

## Розповсюдження
Широко розповсюджений на території Європи. Зареєстрований у західній і центральній частинах України.

## Екологія
У горах підіймається до верхньої межі лісу.